# Nzeta
Nzeta is een historisch merk van motorfietsen.
De bedrijfsnaam was: JNZ Manufacturing Co. Ltd.
Dit was een motorfietsmerk uit Nieuw-Zeeland. Een van de initiatiefnemers was coureur Peter Stone. In Nieuw-Zeeland moesten motorfietsen en auto's voor 30% uit binnenlandse producten zijn opgebouwd. Om hier aan te voldoen kocht JNZ (Jawa New Zealand) complete Cezeta (CZ) scooters, haalde ze uit elkaar en voorzag ze van Nieuw-Zeelandse kabelbomen, banden, accu's enz. De productie duurden van 1960 tot 1963. 